# Gabriel Liiceanu
Gabriel Liiceanu (ur. 23 maja 1942 w Râmnicu Vâlcea) – rumuński filozof, pisarz i działacz kulturalny. W czasach komunistycznych interpretował dzieła niemieckiego filozofa Martina Heideggera.
W 1965 ukończył studia na Wydziale Filozofii, a w 1973 na Wydziale Filologii Klasycznej uniwersytetu Bukareszteńskiego. W 1976 uzyskał tam stopień doktora filozofii. W latach 1965–1975 pracował naukowo w Instytucie Filozofii, a następnie w Instytucie Historii Sztuki Akad. W latach 1982–1984 przebywał w Heidelbergu jako stypendysta Fundacji Humboldta. W 1983 wydał Jurnalul de la Păltiniș. Un model paideic in cultura umanistă (Dziennik z Păltinișu. Pajdeja jako model w kulturze humanistycznej). W 1990 został szefem wydawnictwa politycznego Editura Humanitas. Po 2000 roku współpracując z Andrei Pleșu realizował telewizyjne kulturowe programy.

## Odznaczenia
- Kawaler Orderu Sztuki i Literatury (1992)
- Komandor Orderu Gwiazdy Solidarności Włoskiej (2005)
- Kawaler Orderu Gwiazdy Rumunii (2006)